# برعي محمد حمزة
برعي محمد حمزة (بالصومالية: Burci Maxamed Xamza)‏ (1945 - 25 يونيو 2016) سياسي صومالي كندي. شغل مقعدا في البرلمان الفيدرالي الصومالي في الفترة ما بين أغسطس 2012 ويناير 2014، شغل بعدها منصب وزير الدولة للشؤون الخارجية والتعاون الدولي في الصومال في الفترة ما بين يناير وأكتوبر 2014، ثم وزير الدولة للشؤون المالية حتى ديسمبر 2014. وكان وزيراً للدولة في مكتب رئيس الوزراء لشؤون البيئة وقت وفاته.

## حياته الشخصية
برعي محمد حمزة مواطن صومالي حصل على الجنسية الكندية، كان متزوجًا ولديه طفلان في أونتاريو.

## البرلمان الفيدرالي الصومالي
في 20 أغسطس 2012، اختير برعي عضوا في البرلمان الفيدرالي الصومالي في أول دورة برلمانية بعد إنشاء حكومة فيدرالية رسمية.

## مجلس وزراء الصومال

### وزير الدولة للشؤون الخارجية والتعاون الدولي

#### التعيين
في 17 يناير 2014، عين رئيس الوزراء الصومالي عبد الولي الشيخ أحمد برعي حمزة وزيراً للدولة للشؤون الخارجية والتعاون الدولي.

#### التعاون الثنائي بين الصومال واليمن
في مايو 2014، التقى حمزة بالسفير اليمني لدى الصومال فؤاد محمد الزرقة لبحث سبل تعزيز التعاون الثنائي بين البلدين. وعقد المؤتمر في مجمع وزارة الخارجية في مقديشو وتطرق اللقاء إلى عدد من القضايا، من بينها إطلاق رحلة مباشرة بين مقديشو وصنعاء، عبر طيران السعيدة ، وهو أول خط جوي يربط بين العاصمتين بشكل مباشر منذ انهيار الحكومة المركزية الصومالية في عام 1991.

#### التعاون التنموي مع جامعة الدول العربية
في مايو 2014، التقى وزير الدولة برعي محمد حمزة بسفير جامعة الدول العربية في الصومال محمد عبد الله إدريس لبحث سبل تعزيز التعاون الإنمائي. وعقد المؤتمر في مجمع وزارة الخارجية في مقديشو، وركز على ضمان التزام جامعة الدول العربية بدعم عملية إعادة البناء بعد الصراع المرير في الصومال، الدولة العضو في الجامعة العربية. ولتحقيق هذه الغاية، استجابت دولة الإمارات العربية المتحدة والمملكة العربية السعودية وقطر لتعهد الأمين العام لجامعة الدول العربية نبيل العربي بجمع الأموال لمبادرات إعادة الإعمار في الصومال.

### وزير الدولة بوزارة المالية
في 25 أكتوبر 2014، انتهت ولاية حمزة كوزير دولة للشؤون الخارجية والتعاون الدولي بعد تعديل وزاري أجراه رئيس الوزراء. وعُين في منصب وزير الدولة بوزارة المالية.

### نهاية فترته
في 17 ديسمبر 2014، انتهت فترة ولاية حمزة كوزير دولة في وزارة المالية بعد تعيين عمر شارماركي رئيسا للوزراء، وفي كلمته الوداعية، حث برعي الشباب الصومالي على المشاركة في مشاريع إعادة الإعمار الوطنية، وشجع طلاب الجامعات على مواصلة دراستهم وتعزيز السلام. كما دعا المهنيين الصوماليين في الشتات إلى العودة إلى الوطن والمشاركة في مبادرات التنمية المحلية.

### وزير الدولة لشئون البيئة بمكتب رئيس الوزراء
في 6 فبراير 2015 عُين برعي وزيراً للدولة في مكتب رئيس الوزراء لشؤون البيئة.

## وفاته
قُتل حمزة أثناء في هجوم [الإنجليزية] نفذه أربعة على الأقل من مسلحي حركة الشباب على فندق ناسو هبلود في العاصامة الصومالية مقديشو في 25 يونيو 2016. وانهارت غرفته عليه بعد أن تضررت نتيجة انفجار سيارة مفخخة. وأوضح المتحدث باسم الحركة عبد العزيز أبو مصعب لرويترز أن الفندق المستهدف كان "يتردد عليه موظفون حكوميون مرتدون".